# Čachrov
Čachrov (en allemand : Tschachrau, précédemment : Czachrau) est une commune du district de Klatovy, dans la région de Plzeň, en République tchèque. Sa population s'élevait à 507 habitants en 2021.

## Géographie
Čachrov se trouve à 15 km au sud de Klatovy, à 53 km au sud de Plzeň et à 122 km au sud-ouest de Prague.

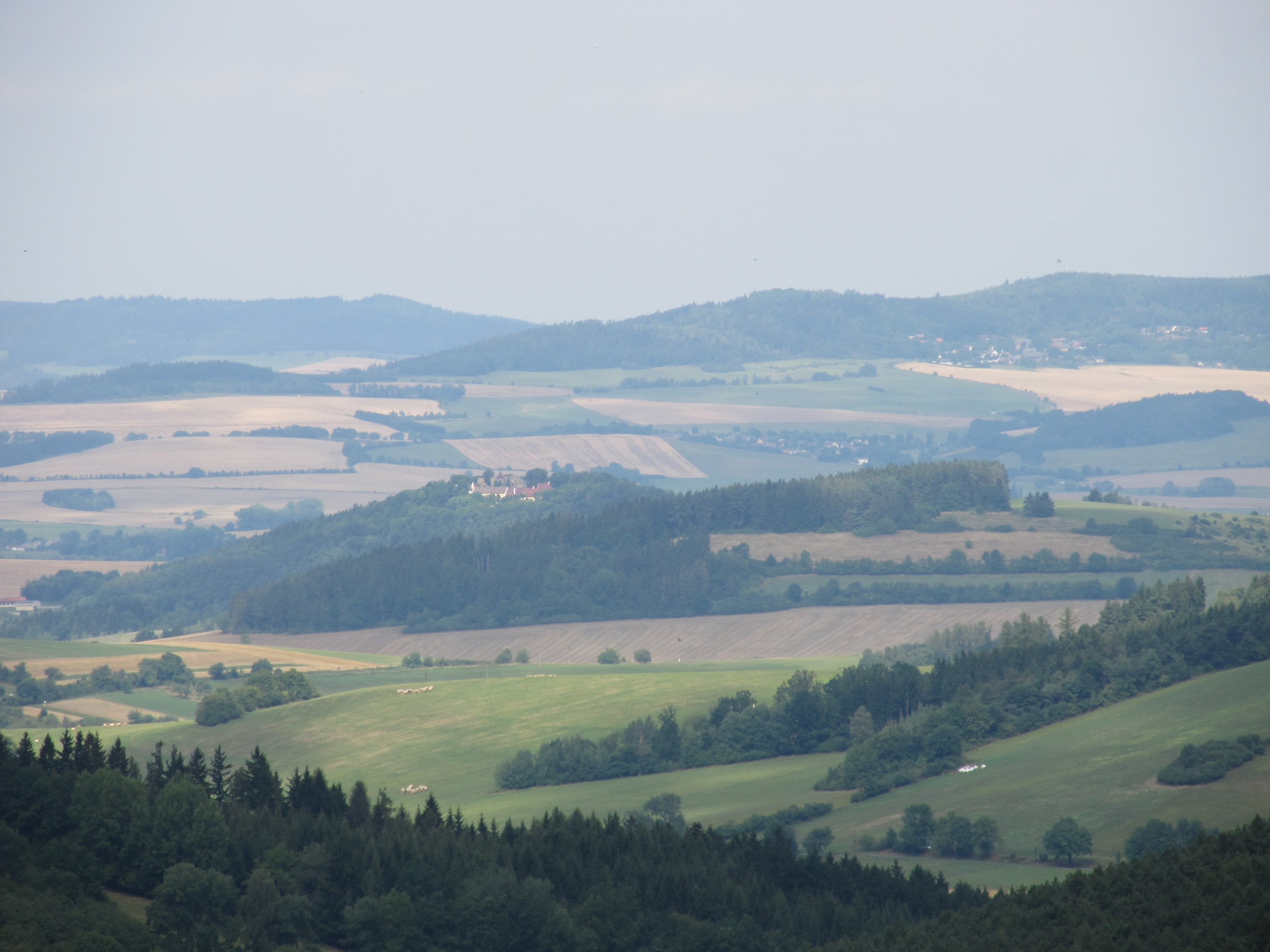
Klenová et Čachrova.

La commune est limitée par Strážov et Běšiny au nord, par Velhartice, Hlavňovice et Hartmanice à l'est, par Prášily au sud, et par Železná Ruda et Dešenice à l'ouest.

## Histoire
La première mention écrite de la localité date de 1338.

## Administration
La commune se compose de treize sections :
- Bradné
- Březí
- Čachrov
- Dobřemilice
- Chřepice
- Chvalšovice
- Javorná
- Jesení
- Kunkovice
- Onen Svět
- Předvojovice
- Svinná
- Zahrádka

## Galerie

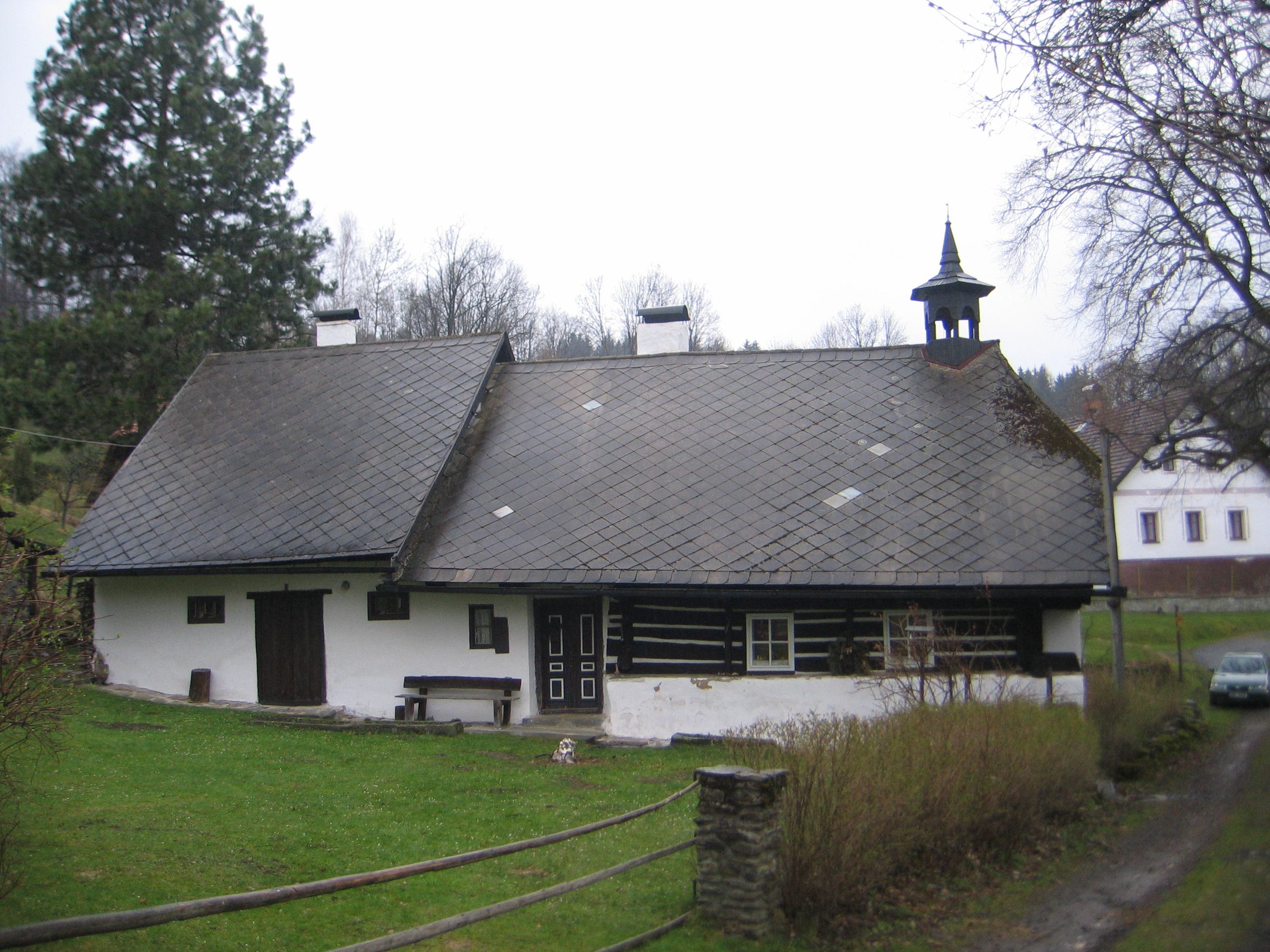
Architecture traditionnelle.
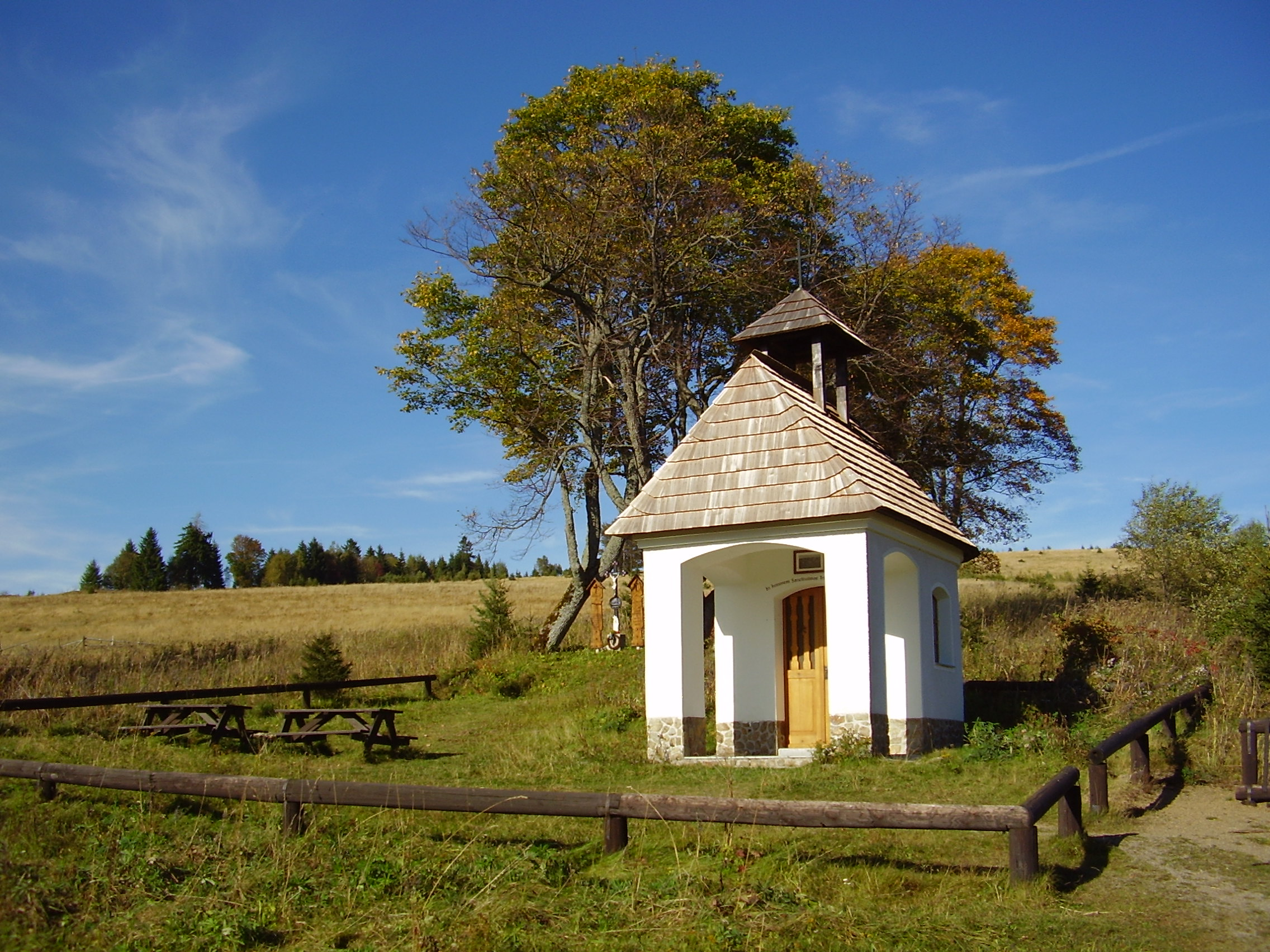
Chapelle à Zhůří.

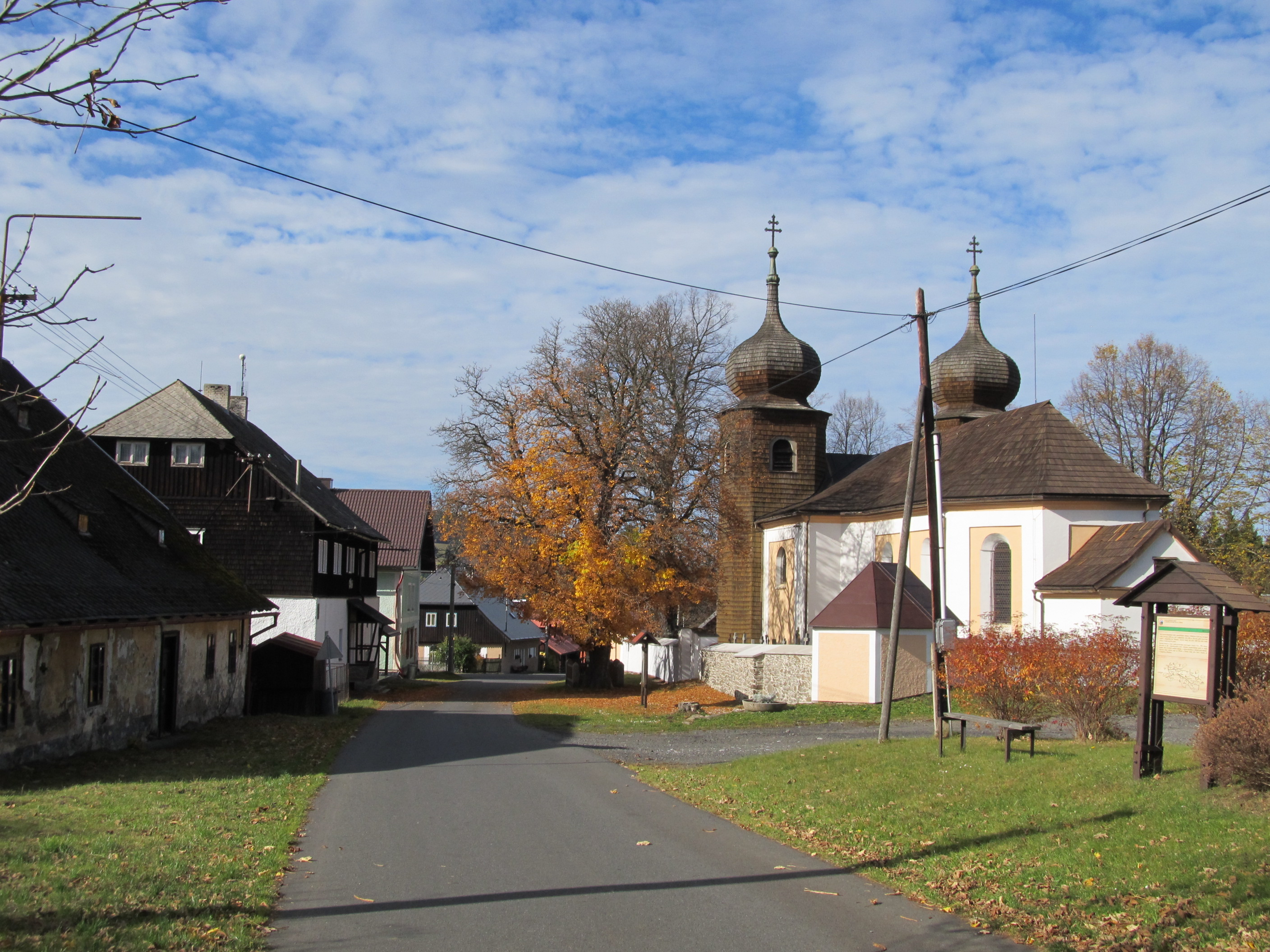
Javorná : église Sainte-Anne.
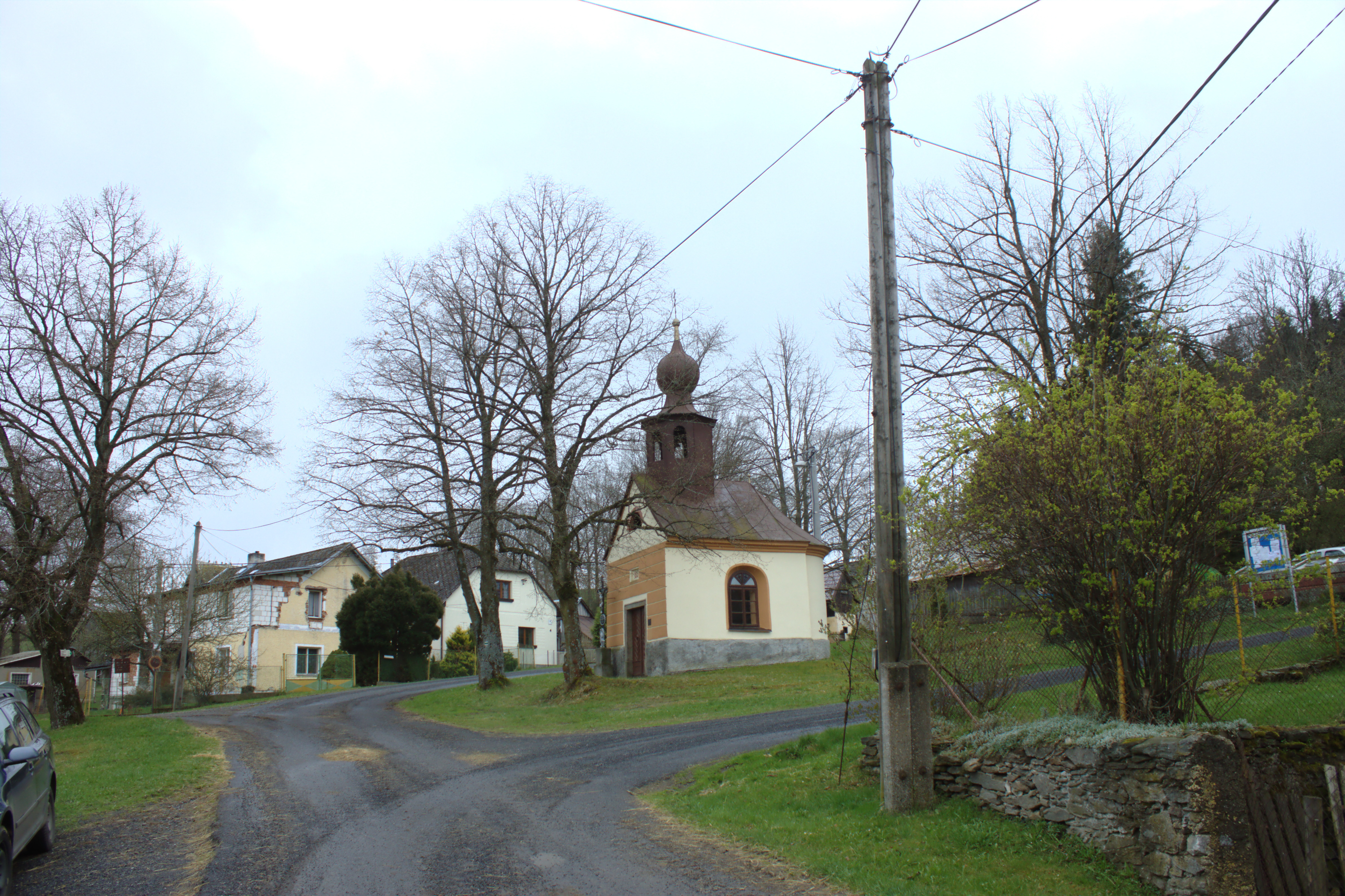
Chapelle à Chvalšovice.

## Transports
Par la route, Čachrov se trouve à 14 km de Janovice nad Úhlavou, à 21 km de Strakonice, à 17 km de Klatovy, à 60 km de Plzeň et à 148 km de Prague.